# Pangrangiola
Pangrangiola är ett släkte av insekter. Pangrangiola ingår i familjen syrsor.
Kladogram enligt Catalogue of Life:
| Pangrangiola | \| \| Pangrangiola bona \| \| \| \| \| \| Pangrangiola propria \| \| \| \| |
|              | \| \| Pangrangiola bona \| \| \| \| \| \| Pangrangiola propria \| \| \| \| |
|              | Pangrangiola bona                                                          |
|              |                                                                            |
|              | Pangrangiola propria                                                       |
|              |                                                                            |